# Eurêka ! (chaîne de télévision)
Pour les articles homonymes, voir Eurêka (homonymie).
Eurêka! est une chaîne de télévision thématique ludo-éducative française privée du Groupe TPS, qui commence à émettre le 23 avril 2003 et fusionne avec sa concurrente Ma Planète le 4 mai 2007, devenant Planète Juniors.

## Histoire de la chaîne
Eurêka! est lancée le 23 avril 2003 sur le bouquet satellite TPS afin de renforcer l'offre de chaînes jeunesse du bouquet. Elle s'adresse aux enfants de 7 à 14 ans. 
À la suite de la fusion des bouquets TPS et Canalsat, la chaîne est fusionnée le 4 mai 2007 avec sa concurrente sur CanalSat, Ma Planète, qui, en septembre 2007, change de nom pour devenir Planète Juniors et reprend les programmes phares d'Eurêka!.

### Slogans
- Du 23 avril 2003 au 4 mai 2007 : « La télé pour tout capter »

## Programmes
Sa grille de programme contient essentiellement des émissions culturelles, des documentaires, des films, notamment Caitlin Montana, Mes parents cosmiques, Grand Galop, Bouge ta science, Projet OVNI, Rivaux mais pas trop.